# Paul Tholey

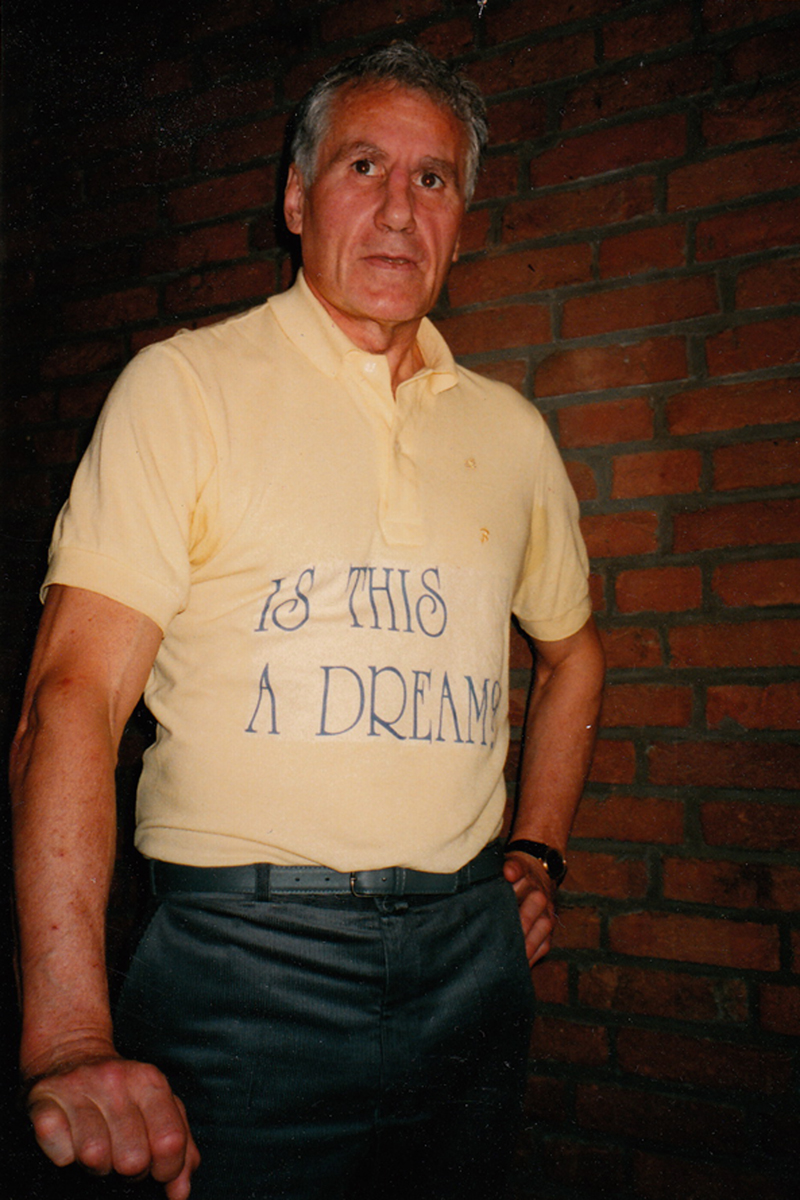
Paul Tholey

Paul Tholey (ur. 14 marca 1937, zm. 7 grudnia 1998) – niemiecki psycholog Gestalt, a także profesor psychologii i nauk o sporcie na Uniwersytecie Johanna Wolfganga Goethego we Frankfurcie nad Menem oraz Uniwersytecie Technicznym w Brunszwiku.
Tholey rozpoczął studia nad oneirologią, mając nadzieję, że udowodni to istnienie snu w kolorze. Biorąc pod uwagę zawodność wspomnień w snach i używając krytycznego realizmu, użył świadomego snu jako epistemologicznego narzędzia do badania świata snów, w podobny sposób jak zrobił to Stephen LaBerge. Opracował technikę refleksji służącą do wywoływania świadomych snów poprzez kwestionowanie rzeczywistości, w nadziei, że nawyk urzeczywistni się również w snach.
Badania Tholeya obejmowało poznawcze umiejętności śniących, jak również poznawcze umiejętności postaci sennych. W późniejszym badaniu dziewięciu wytrenowanych oneironautów dostało zadanie by zlecić postaciom sennym zadania słowne oraz wykonywanie działań matematycznych (Cognitive abilities of dream figures in lucid dreams, 1983). Postacie senne zgodziły się wykonać zadania co udowodniło, że radzą sobie lepiej z zadaniami słownymi niż działaniami arytmetycznymi.